# (4770) Lane
(4770) Lane est un astéroïde de la ceinture principale.

## Description
(4770) Lane est un astéroïde de la ceinture principale. Il fut découvert le 9 août 1989 à l'Observatoire Palomar par Eleanor Francis Helin. Il présente une orbite caractérisée par un demi-grand axe de 2,87 UA, une excentricité de 0,30 et une inclinaison de 25,1° par rapport à l'écliptique.

## Compléments